# Мері Рудж
Мері Рудж (англ. Mary Rudge, 6 лютого 1842 — 22 листопада 1919) — англійська шахістка, членкиня Бристольського шахового клубу.

## Життєпис
Мері Рудж народилася 06.02.1842 року в Леомінстері, графство Герефордшир. Вона була наймолодшою дитиною в родині, маючи трьох старших сестер та двох братів. Її  батько, Генрі Рудж, любив шахи та навчив грі своїх дітей.
Протягом 1887—1889 років М. Рудж брала участь у змаганнях шахових клубів у Бристолі, добиваючись перемоги та займаючи призові місця.
У 1890 році Мері Рудж стала володаркою жіночого Кубку виклику, вигравши змагання у Кембриджі, а у 1896 році — призеркою турніру південних графств.
У 1897 році Мері Рудж досягла вершини своєї шахової кар'єри перемігши на першому міжнародному жіночому шаховому турнірі, який проходив з 23 червня по 07 липня у Лондоні за участі 20 провідних шахісток у тому числі з США, Канади, Німеччини, Франції. Мері Рудж посіла перше місце, набравши 18,5 очок з 19 можливих.
У 1898 році М. Рудж грала з чемпіоном світу Е. Ласкером, але партія залишилася незавершеною. Невдовзі Е. Ласкер визнав поразку, усвідомлюючи, що за ідеальної гри перемога була б за М. Рудж.
Мері Рудж померла 22 листопада 1919 року у Лондоні.